# Крамаровци
Крамаровци (словен. Kramarovci, мађ. Határfalva) су насељено место у општини Рогашовци, Помурска регија, Словенија.

## Историја
До територијалне реорганизације у Словенији били су у саставу старе општине Мурска Собота.

## Становништво
У попису становништва из 2011. године, Крамаровци су имали 54 становника.
| Број становника према пописима | Број становника према пописима | Број становника према пописима |
| ------------------------------ | ------------------------------ | ------------------------------ |
| 1991                           | 2002                           | 2011                           |
| 53                             | 60                             | 54                             |

## Галерија
- капела
- ватрогасна станица